# Stenogyne
Stenogyne, biljni rod grmova endemičnog za Pacifik, odnosno Havaje. Postoji 21 vrsta.
Rod Stenogyne pripada tribusu Stachydeae, i dio je potporodice Lamioideae.

## Vrste
Nekoliko vrsta je u divljini izumrlo (4), i nekoliko je ugroženih.
1. Stenogyne angustifolia A.Gray
2. Stenogyne bifida Hillebr.
3. Stenogyne calaminthoides A.Gray
4. Stenogyne calycosa Sherff
5. Stenogyne campanulata Weller & Sakai
6. †Stenogyne cinerea Hillebr.
7. Stenogyne cranwelliae Sherff
8. †Stenogyne haliakalae Wawra
9. Stenogyne kaalae Wawra
10. Stenogyne kamehamehae Wawra
11. Stenogyne kanehoana O.Deg. & Sherff
12. Stenogyne kauaulaensis K.R.Wood & H.Oppenh.
13. Stenogyne macrantha Benth.
14. Stenogyne microphylla Benth.
15. †Stenogyne oxygona O.Deg. & Sherff
16. Stenogyne purpurea H.Mann
17. Stenogyne rotundifolia A.Gray
18. Stenogyne rugosa Benth.
19. Stenogyne scrophularioides Benth.
20. Stenogyne sessilis Benth.
21. †Stenogyne viridis Hillebr.

## Sinonimi
- Phaeopsis Nutt. ex Benth.; Prodr. [A. P. de Candolle] 12: 555 (1848)